# غلين رينولدز
غلين رينولدز (بالإنجليزية: Glenn Reynolds)‏ هو بروفيسور أمريكي، ولد في 27 أغسطس 1960 في برمنغهام في الولايات المتحدة.

## وصلات خارجية
- الموقع الرسمي
- غلين رينولدز على موقع IMDb (الإنجليزية)
- غلين رينولدز على موقع إن إن دي بي (الإنجليزية)